# Лев Василь Михайлович
Васи́ль Миха́йлович Лев (англ. Vasyl Lev, Vasyl Lew, Wasyl Lew; 7 лютого 1903, Старий Яр, тепер Яворівського району Львівської області — 23 березня 1991, Нью-Йорк, США) — український мовознавець та історик літератури, професор, доктор, педагог. Професор Львівського державного університету, УВУ та Українського католицького університету в Римі. Дійсний член НТШ у США з 1947.

## Життєпис
Народився в селі Старий Яжів в родині священика Михайла Лева та Теодори (з родини Мацюраків).
У селі Залужжя, де батько був парохом, почав ходити в народну школу, по закінченні якої вступив до приватної гімназії в Яворові, звідки перейшов до гімназії у Перемишлі.
1922 року закінчив гімназію в місті Перемишль. 1930 року закінчив Львівський університет, в якому викладав у 1937—1941 роках; одночасно був науковим співробітником Відділу суспільних наук АН УРСР у Львові.
1944 року виїхав до Польщі, згодом — до Австрії, з 1948 року жив у США. У 1952—1958 роках був професором коледжу ім. Св. Василя Великого в Стемфорді, у 1958—1972 роках — університету та коледжу в Скрентоні.
У 1944—1949 та 1963—1988 роках викладав слов'янську філологію в Українському вільному університеті в Мюнхені, у 1963—1988 роках — також старослов'янську та українську мови в Українському католицькому університеті в Римі.
Автор праць «Український переклад хроніки Мартина Бєльського» (1935), «Нарис граматики староцерковнослов'янської мови» (1959), «Українсько-англійського словника» і «Англійсько-українського словника» (обидва — 1947, разом з І. Верб'яним), розвідки «Сто років праці для науки і нації. Коротка історія Наукового Товариства ім. Шевченка» (1972). Досліджував пам'ятки української мови (статті «Крехівський Апостол» (1929); "Мовні особливості «Крехівської палеї» (1939) тощо). Багато уваги приділяв вивченню мови письменників «Руської трійці», Тараса Шевченка, Івана Франка тощо. Видав монографію «Богдан Лепкий. 1872—1941. Життя і творчість» (1976), в якій чимале місце присвячено дослідженню мови і стилю письменника.
1984 року глибоко пережив смерть дружини, з якою прожив 44 роки. Ця трагічна подія дуже вплинула на Василя Лева та помітно зменшила його творчо-дослідницьку працю. Жив під опікою своєї доньки Іванни Цісик.
23 березня 1991 року професор Василь Лев спочив у мирі. З почестями похований поруч дружини на кладовищі Фокс Чейз у Філадельфії, штат Пенсільванія.

## Архів Нагірних і Левів
Наприкінці 1980-х років у Львові віднайдено ряд документів Василя Лева в архіві його тестя — архітектора Євгена Нагірного. Після смерті дружини Нагірного, яка не залишила заповіту, папери планувалось вивезти на сміття, однак директорові Львівської картинної галереї Борису Возницькому вдалось врятувати їх і передати галереї. Розрізнені документи опрацьовано співробітницею галереї Налією Філевич. З'ясувалось, що автором частини з них є Василь Лев. У 2000 році було організовано виставку «Нагірні, Леви: історія одного врятованого архіву» та видано друком збірку статей, спогадів, наукових розвідок та архівних матеріалів.

## Список деяких опублікованих робіт
- Лексика поезій ранньої Шевченкової творчости (1946)
- Англійсько-український та українсько-англійський словник. Ч. 1–2. Нюрнберґ-Байройт (1947) OCLC 53567701
- Мова американських українців (1956)
- Нарис граматики староцерковно-слов'янської мови (1956)
- Коляди й колядки в селі Старий Яжів, Яворівського повіту (1960)
- Угнів та Угнівщина (1960)
- Угнівська мова і фольклор (1960)
- Шевченкові твори в редакції Богдана Лепкого (1964)
- Визволений Шевченко і його літературна творчість в рр. 1857-58 (1964)
- Вибрана бібліографія праць проф. др. Романа Смаль-Стоцького (1968)
- Сто років праці для науки й нації: Коротка історія Наукового Товариства ім. Шевченка (1972)
- Brief History of the Shevchenko Scientific Society in the United States (1973)
- Century of Dedicated Work for Scholarship and Nation: Shevchenko Scientific Society in the United States (1973)
- Наша Богослужбова мова: Нарис історії УКУ (1974)
- Пропам'ятна книга гімназії Сестер Василіянок у Львові (1980)
- Яворівщина і Краковеччина: Реґіональний історично-мемуарний збірник (1984)
- Пропам'ятна книга гімназії Сестер Василіянок у Львові: Додаткова частина (1984)
- Комарно і Рудки та околиця: Збірник історично-мемуарних, географічних і побутових матеріялів (1987)
- Українські середні школи Львова (1987)
- Боротьба за народну мову в церковному вжитку: Спроби перекладу Святого Письма від 16-го ст. почавши (1988)
- Taras Shevcenko. Shevchenko, Taras, 1814—1861 (1989)
- Поетична мова Св. Письма
- Участь І. Франка в творбі української літературної мови